# Mariedahls prästgård
Mariedahls prästgård (finska: Mariedahlin pappila) är en före detta tjänstebostad för kyrkoherden i Storkyro, belägen i det finländska landskapet Södra Österbotten. Prästgården byggdes i timmer år 1848, och dess arkitektoniska stil har klassiska influenser. Det antas att Mariedahls prästgård ritades av arkitekten Carl Ludvig Engel. Numera används byggnaden som en samlings- och festlokal. Även Storkyro församlings kansli är beläget i Mariedahls prästgård.
Mariedahls prästgård utgör tillsammans med Storkyro nya kyrka och Storkyro gamla kyrka en värdefull byggd kulturmiljö av riksintresse.